# Aotearoa (pays)
Pour les articles homonymes, voir Aotearoa.
 (novembre 2018).
Si vous disposez d'ouvrages ou d'articles de référence ou si vous connaissez des sites web de qualité traitant du thème abordé ici, merci de compléter l'article en donnant les références utiles à sa vérifiabilité et en les liant à la section « Notes et références ».
Aotearoa (/aɔˈtɛaɾɔa/) est le nom en maori de Nouvelle-Zélande le plus communément accepté de la Nouvelle-Zélande.

## Signification
On ne connaît pas au juste l'origine du mot Aotearoa, mais une traduction probable en serait « Le pays du long nuage blanc » (de ao, « nuage » ; tea, « blanc »; roa « long »). En effet, selon la tradition orale, la femme de l'explorateur Kupe, lorsqu'elle vit le blanc de l'horizon au large de la Nouvelle-Zélande, se serait écrié : « He ao! He ao! » (« Un nuage ! un nuage ! »). Le premier territoire visité par Kupe fut en conséquence appelé Aotea (« Nuage blanc »), et est maintenant connu sous le nom d'île de la Grande Barrière. Lorsque des espaces plus vastes furent découverts au-delà d'Aotea, on les désigna par l'appellation Aotea Roa (Long Aotea). Ainsi, Aotearoa est uniquement le nom traditionnel de l'Ile du Nord de la Nouvelle-Zélande, pourtant il se réfère désormais couramment au pays dans sa totalité.

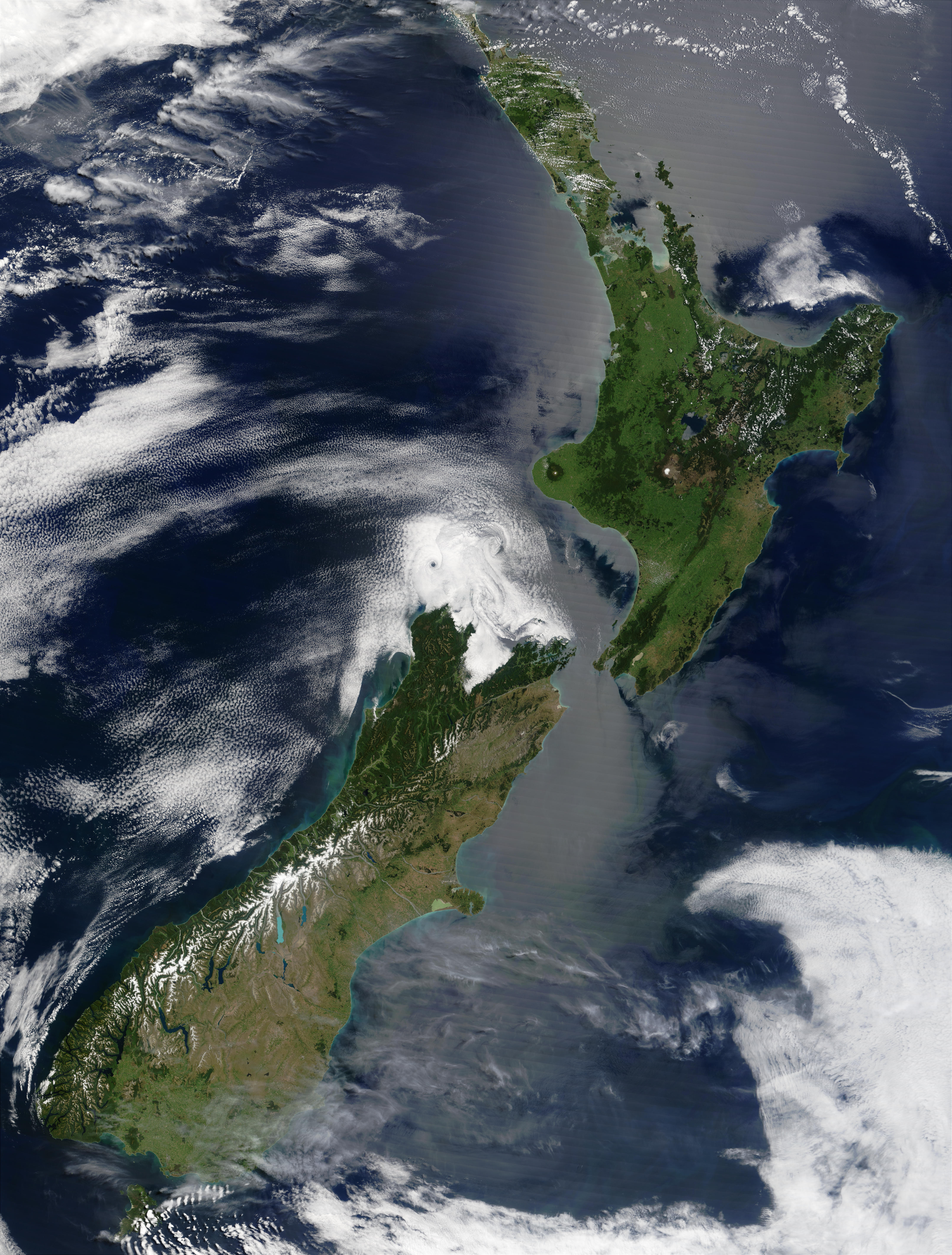

Une autre explication de la traduction de Aotearoa : « Royaume très éloigné ». Le rite de fondation d'un nouveau « marae » symbolisait la création du titre de propriété sur la nouvelle terre, le nom de la famille propriétaire et la légitimité de son pouvoir politique. En prenant une pierre de son « marae » natal, le fondateur érigeait un nouveau « marae » et proclamait sa nouvelle propriété. À Rurutu aux Australes se trouve le « Marae Aotea » et c'est donc de ce « marae » que la pierre fut prise pour Aotea à Aotearoa. Aotea est aussi le nom de la pirogue de Turi. (14 juillet 2014 - Kapapara)

## Historique
En 2022, le parti politique Te Pati Māori recueille 70 000 signatures pour une pétition demandant de changer le nom du pays.

### Nuages vus depuis la mer
Une explication possible de ce nom vient des marins. Le premier signe indiquant la présence d'une terre émergée pour un bateau est en effet souvent la masse de nuages qui la surplombent. Les chaînes de montagne de Nouvelle-Zélande étant plus étendues et plus hautes que n'importe où dans le Pacifique Sud, elles sont particulièrement propices à la formation de fronts nuageux stationnaires. Les longs nuages lenticulaires qui en résultent sont très différents des habituels cumulus que l'on peut observer partout ailleurs dans la région. La vue de ces nuages au-dessus de l'une ou l'autre des deux îles principales du pays aurait pu alors facilement mener à ce nom.

### Montagnes aux sommets enneigés
Une seconde explication plausible est liée à l'enneigement des sommets montagneux de Nouvelle-Zélande, notamment au niveau de la vaste chaîne des Alpes du sud (Southern Alps), qui forme une arête le long de l'Île Sud, mais aussi du Plateau Volcanique de l'Île du Nord. Les voyageurs polynésiens, non habitués à la neige, auraient pu assimiler ces pics enneigés à un grand nuage blanc.

### Terre de crépuscule
Une troisième explication se rapporte à l'emplacement de la Nouvelle-Zélande, sous les tropiques. Les marins polynésiens auraient été habitués aux couchers de soleil tropicaux, au cours desquels le ciel passe très rapidement de la lumière du jour à l'obscurité de la nuit, ne laissant entrevoir qu'un très court crépuscule. La Nouvelle-Zélande, avec ses latitudes plus méridionales, aurait pu alors étonner les voyageurs venus des tropiques par ses longs crépuscules de soirée et ses jours d'été interminables. Il a été suggéré que cette particularité constitue la véritable origine du terme « Aotearoa », dont une meilleure traduction serait cependant « grand ciel éclairé ».
La présence d'aurores australes et de couchers de soleil éclatants ont été fournies en tant que théories pour expliquer l'origine d'une partie du nom de l'île Stewart, en maori Rakiura, Rakiura signifiant « ciel rougeoyant ».

## Usage
Dans les temps pré-coloniaux, les Māori n'utilisaient pas de nom courant pour se référer à l'archipel de la Nouvelle-Zélande, bien qu'un petit nombre de tribus employait les mots « Aotea » ou « Aotearoa » pour désigner uniquement l'Ile du Nord.
Te Ika a Māui (« le poisson attrapé par Maui ») était une appellation plus largement employée pour l'Ile du Nord. L'Ile du Sud, plus étendue mais peu peuplée, était nommée Te Wai Pounamu (« L'Eau de Néphrite ») ou Te Wāhi Pounamu (« Le Massif de Jade Néphrite »). Comme un équivalent à Te Ika a Māui, l'Île du Sud est parfois appelée Te Waka o Māui (« La Pirogue de Māui »), ou Te Waka o Aoraki (La pirogue d'Aoraki), selon les rapprochements entre les tribus. L'Ile du Sud était majoritairement occupée par les descendants d'Aoraki, qui a donné son nom au plus haut sommet du pays (d'après la légende, il a été transformé en montagne), mais l'extrémité septentrionale de l'île était peuplée par diverses tribus du Nord qui favorisaient la version Māui.
Lorsqu'Abel Tasman atteignit la Nouvelle-Zélande en 1642, il la nomma Statenland, croyant avoir affaire à une partie des terres que Jacob Le Maire avait découvert en 1616 au large des côtes de l'Argentine. Ce nom apparaît sur les premières cartes de Nouvelle-Zélande par Tasman, mais il fut changé en « Province hollandaise de Zélande », puis en Nova Zeelandia (Nouvelle-Zélande) par les cartographes hollandais, quelque temps après que Hendrik Brouwer ait prouvé en 1643 que ces terres supposées « amérindiennes » constituaient en fait une île. Le terme latin « Nova Zeelandia » donna « Nieuw Zeeland » en hollandais. Par la suite, au XVIIIe siècle, l'explorateur anglais James Cook choisit de les appeler the islands New Zealand (îles Nouvelle-Zélande). Il paraît logique que Cook appliqua directement ce terme anglais à l'appellation hollandaise, mais il a aussi été suggéré une possible confusion de sa part entre Zeeland et l'île danoise de Seeland. Après l'adoption du nom Nouvelle-Zélande (New Zealand) par les Européens, la première qualification māori du pays dans son ensemble fut Niu Tireni, une translittération de Nouvelle-Zélande. Mais ce nom est rarement utilisé de nos jours, les Māori préférant employer des néologismes issus de leur propre langue, plutôt que des transcriptions de l'anglais.

### Usage moderne
Il est à peu près certain que l'emploi du mot Aotearoa pour se référer à toute la Nouvelle-Zélande ne remonte qu'à l'époque post-coloniale, et il est souvent admis que cet usage fut initié par les Pakeha (les « européens », les « non-Māori »). Les historiens (voir Michael King) ont émis l'hypothèse qu'il trouve ses origines dans des erreurs à l'intérieur du School Journal de février 1916, et qu'il s'est ainsi propagé de façon similaire aux mythes autour des Moriori. Cependant cet usage est devenu de plus en plus populaire chez les Māori ces derniers temps. Le terme Aotea se rencontre parfois aussi, mais il est en déclin.
Le nom Aotearoa est utilisé comme alternative à Nouvelle-Zélande, à la fois par les Māori et les non-Māori. Il n'a pas été reconnu officiellement comme un nom auxiliaire légal pour le pays, mais sa popularité croissante au cours des 25 dernières années, et son usage dans les noms officiels māori, tel celui de la Bibliothèque Nationale (Te Puna Mātauranga o Aotearoa), pourraient bien faire évoluer la situation. Depuis les années 1990 déjà, l'hymne national de Nouvelle-Zélande, God Defend New Zealand (www.national-anthems.net), est officiellement chanté de façon bilingue, offrant ainsi un plus grand écho à l'emploi du terme Aotearoa.
En 2022, le parti politique Te Pāti Māori lance une pétition afin de renommer la Nouvelle-Zélande en Aotearoa, qui a recueilli plus de 70 000 signatures, la co-dirigeante Debbie Ngarewa-Packer affirme que « Cela devrait nous permettre, non seulement de récupérer notre langage, mais aussi de gommer un peu du traumatisme de la colonisation »,.

## Culture populaire
En 1940, Douglas Lilburn composa une de ses plus fameuses œuvres d'orchestre, l'ouverture Aotearoa, qui devint rapidement une de ses compositions les plus prisées, et fut jouée par des orchestres à la fois en Nouvelle-Zélande et en Grande-Bretagne, contribuant de fait à faire connaître plus largement le terme Aotearoa.
Ce nom rencontra une audience encore plus forte en 1981 avec la chanson de Split Enz, Six Months in a Leaky Boat, qui contient le passage:
« Aotearoa, rugged individual, glistens like a pearl at the bottom of the world »
Aotearoa, individu sauvage, luisant telle une perle au pied du monde
Dans les milieux nationalistes māori, des blagues courantes font dire que Aotearoa signifie « le pays de la mauvaise foule blanche », et que la prononciation māori correcte est « OUR-tea-roa ».